# Hermeray
Hermeray est une commune française située dans le département des Yvelines en région Île-de-France.

## Géographie

### Situation
La commune se situe dans le sud-ouest du département des Yvelines, en limite du département d'Eure-et-Loir et en lisière sud-ouest de la forêt de Rambouillet.
Hermeray est à environ 11 kilomètres à l'ouest de Rambouillet et à 5 kilomètres au nord d' Épernon.

### Communes limitrophes
| La Boissière-École          |          | Poigny-la-Forêt        |
| Mittainville                | Hermeray | Gazeran                |
| Saint-Lucien (Eure-et-Loir) |          | Raizeux Saint-Hilarion |

### Transports et voies de communications

#### Bus
La commune est desservie par les lignes 20, 24 et Express 60 du réseau de bus Centre et Sud Yvelines.

### Climat
Pour des articles plus généraux, voir Climat de l'Île-de-France et Climat des Yvelines.
En 2010, le climat de la commune est de type climat océanique dégradé des plaines du Centre et du Nord, selon une étude du CNRS s'appuyant sur une série de données couvrant la période 1971-2000. En 2020, Météo-France publie une typologie des climats de la France métropolitaine dans laquelle la commune est exposée à un climat océanique altéré et est dans la région climatique Sud-ouest du bassin Parisien, caractérisée par une faible pluviométrie, notamment au printemps (120 à 150 mm) et un hiver froid (3,5 °C).
Pour la période 1971-2000, la température annuelle moyenne est de 10,4 °C, avec une amplitude thermique annuelle de 15 °C. Le cumul annuel moyen de précipitations est de 648 mm, avec 10,8 jours de précipitations en janvier et 7,9 jours en juillet. Pour la période 1991-2020, la température moyenne annuelle observée sur la station météorologique la plus proche, située sur la commune de Saint-Léger-en-Yvelines à 10 km à vol d'oiseau, est de 11,0 °C et le cumul annuel moyen de précipitations est de 706,3 mm,. Pour l'avenir, les paramètres climatiques de la commune estimés pour 2050 selon différents scénarios d'émission de gaz à effet de serre sont consultables sur un site dédié publié par Météo-France en novembre 2022.

## Urbanisme

### Typologie
Au 1er janvier 2024, Hermeray est catégorisée commune rurale à habitat dispersé, selon la nouvelle grille communale de densité à sept niveaux définie par l'Insee en 2022.
Elle est située hors unité urbaine. Par ailleurs la commune fait partie de l'aire d'attraction de Paris, dont elle est une commune de la couronne,. Cette aire regroupe 1 929 communes,.

### Occupation des solssimplifiée
Le territoire de la commune se compose en 2017 de 93,46 % d'espaces agricoles, forestiers et naturels, 3,1 % d'espaces ouverts artificialisés et 3,44 % d'espaces construits artificialisés.

### Occupation des sols détaillée
Le tableau ci-dessous présente l'occupation des sols de la commune en 2018, telle qu'elle ressort de la base de données européenne d’occupation biophysique des sols Corine Land Cover (CLC).
| Type d’occupation                            | Pourcentage | Superficie (en hectares) |
| -------------------------------------------- | ----------- | ------------------------ |
| Tissu urbain discontinu                      | 6,0 %       | 111                      |
| Terres arables hors périmètres d'irrigation  | 52,0 %      | 954                      |
| Systèmes culturaux et parcellaires complexes | 1,4 %       | 25                       |
| Forêts de feuillus                           | 33,0 %      | 606                      |
| Forêts de conifères                          | 3,4 %       | 62                       |
| Forêts mélangées                             | 1,8 %       | 33                       |
| Marais intérieurs                            | 2,4 %       | 44                       |
| Source : Corine Land Cover                   |             |                          |

### Hameaux de la commune
La commune compte dix hameaux, Amblaincourt, Béchereau, le Bois Dieu, le Theil, les Creusets, Guiperreux (« gué pierreux » ou « gué empierré », au passage d'une route), le Gros Taillis, l’Orme, le Village proprement dit et la Villeneuve.
La mairie se trouve à Béchereau.

## Toponymie
Le nom de la localité est attesté sous les formes Hermolitum en 768 et en 774, Helmoretum en 774, Helmere[Quand ?].
Une carte topographique de 1646 incorpore la commune à la Madrie.
Le gentilé est Hermolitien(ne).

## Politique et administration

### Liste des maires
| Période                                  | Période  | Identité        | Étiquette | Qualité |
| ---------------------------------------- | -------- | --------------- | --------- | ------- |
| Les données manquantes sont à compléter. |          |                 |           |         |
| ?                                        | 2014     | Alain Jeulain   |           |         |
| 2014                                     | 2020     | Jean Ouba       |           |         |
| 2020                                     | En cours | Évelyne Marchal |           |         |

## Population et société

### Démographie

#### Évolution démographique
L'évolution du nombre d'habitants est connue à travers les recensements de la population effectués dans la commune depuis 1793. Pour les communes de moins de 10 000 habitants, une enquête de recensement portant sur toute la population est réalisée tous les cinq ans, les populations de référence des années intermédiaires étant quant à elles estimées par interpolation ou extrapolation. Pour la commune, le premier recensement exhaustif entrant dans le cadre du nouveau dispositif a été réalisé en 2004.

En 2022, la commune comptait 958 habitants, en évolution de −0,1 % par rapport à 2016 (Yvelines : +2,72 %, France hors Mayotte : +2,11 %).
| 1793 | 1800 | 1806 | 1821 | 1831 | 1836 | 1841 | 1846 | 1851 |
| ---- | ---- | ---- | ---- | ---- | ---- | ---- | ---- | ---- |
| 585  | 653  | 689  | 726  | 734  | 693  | 730  | 777  | 795  |

| 1856 | 1861 | 1866 | 1872 | 1876 | 1881 | 1886 | 1891 | 1896 |
| ---- | ---- | ---- | ---- | ---- | ---- | ---- | ---- | ---- |
| 842  | 837  | 825  | 780  | 768  | 740  | 753  | 741  | 724  |

| 1901 | 1906 | 1911 | 1921 | 1926 | 1931 | 1936 | 1946 | 1954 |
| ---- | ---- | ---- | ---- | ---- | ---- | ---- | ---- | ---- |
| 694  | 653  | 636  | 567  | 554  | 574  | 575  | 557  | 486  |

| 1962 | 1968 | 1975 | 1982 | 1990 | 1999 | 2004 | 2006 | 2009 |
| ---- | ---- | ---- | ---- | ---- | ---- | ---- | ---- | ---- |
| 439  | 420  | 526  | 693  | 790  | 831  | 899  | 919  | 939  |

| 2014 | 2019 | 2022 | - | - | - | - | - | - |
| ---- | ---- | ---- | - | - | - | - | - | - |
| 945  | 949  | 958  | - | - | - | - | - | - |

#### Pyramide des âges
En 2018, le taux de personnes d'un âge inférieur à 30 ans s'élève à 30,3 %, soit en dessous de la moyenne départementale (38 %). À l'inverse, le taux de personnes d'âge supérieur à 60 ans est de 29,6 % la même année, alors qu'il est de 21,7 % au niveau départemental.
En 2018, la commune comptait 480 hommes pour 472 femmes, soit un taux de 50,42 % d'hommes, légèrement supérieur au taux départemental (48,68 %).
Les pyramides des âges de la commune et du département s'établissent comme suit.
| Hommes | Classe d’âge | Femmes |
| ------ | ------------ | ------ |
| 0,4    | 90 ou +      | 1,3    |
| 6,9    | 75-89 ans    | 7,2    |
| 21,5   | 60-74 ans    | 21,9   |
| 26,8   | 45-59 ans    | 22,7   |
| 12,6   | 30-44 ans    | 18,0   |
| 16,3   | 15-29 ans    | 12,7   |
| 15,5   | 0-14 ans     | 16,1   |

| Hommes | Classe d’âge | Femmes |
| ------ | ------------ | ------ |
| 0,6    | 90 ou +      | 1,4    |
| 6      | 75-89 ans    | 7,8    |
| 13,5   | 60-74 ans    | 14,8   |
| 20,7   | 45-59 ans    | 20,1   |
| 19,6   | 30-44 ans    | 19,9   |
| 18,5   | 15-29 ans    | 16,8   |
| 21,2   | 0-14 ans     | 19,2   |

### Enseignement
École composée de 3 classes maternelles et 2 classes élémentaires. Elle se situe sur le hameau de Béchereau, à côté de la mairie.

## Économie
- Exploitations agricoles.

## Culture locale et patrimoine

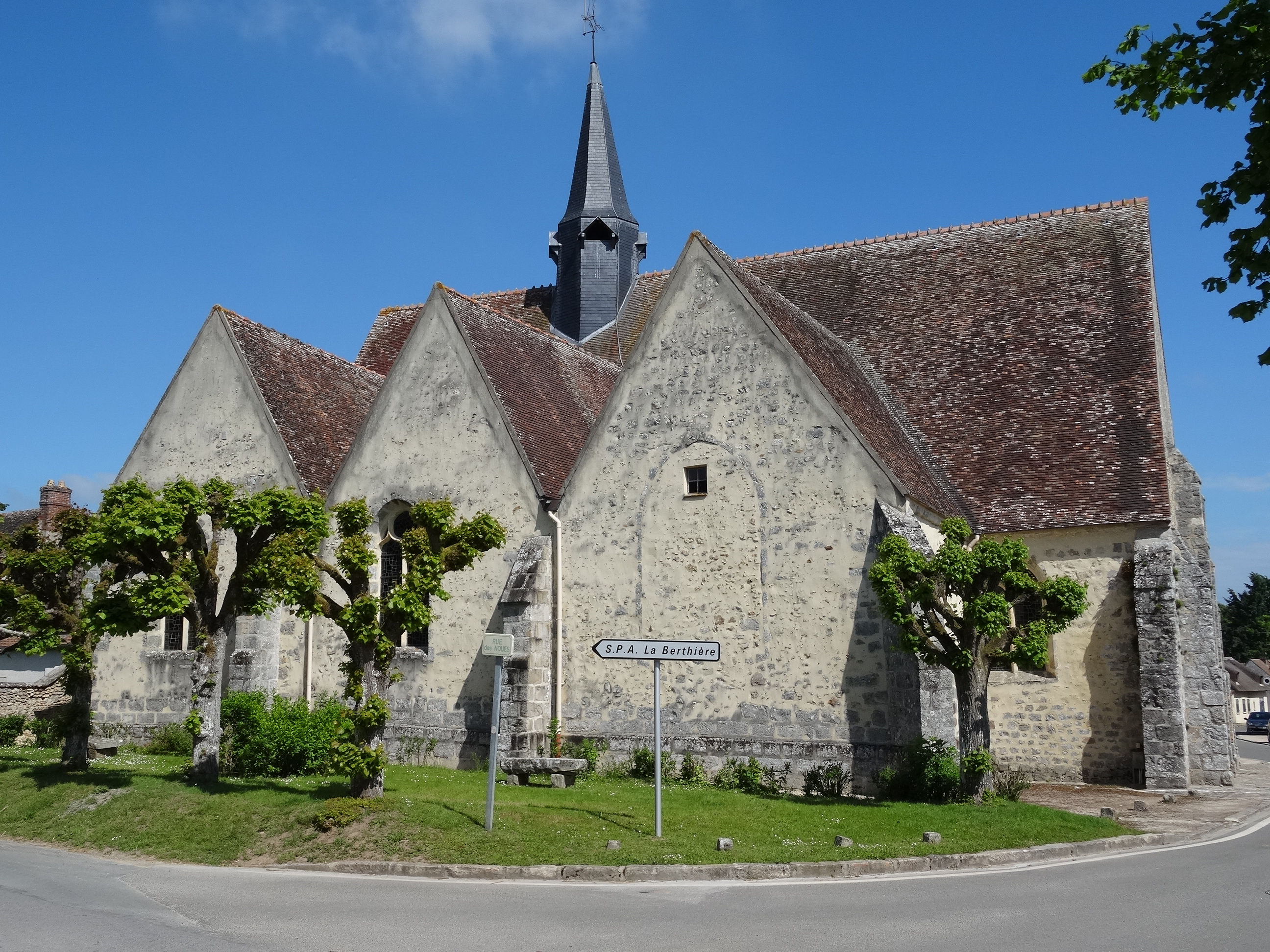
L'église Saint-Germain-d'Auxerre.

### Lieux et monuments
- Église Saint-Germain-d'Auxerre: Édifice protégé par une inscription à l'inventaire des Monuments Historiques en 1950[25],[26].

### Personnalités liées à la commune
- Charles Menneret (1876-1954), peintre paysagiste et sculpteur, est mort à Hermeray.
- Odile Van Doorn, cavalière, vit dans la commune.

### Héraldique
| Blason de Hermeray | Blason  | De gueules à un lion d'argent accompagné en chef de trois annelets d'or. |
| Blason de Hermeray | Détails | Le statut officiel du blason reste à déterminer.                         |